# William Phillips (nationalekonom)
Alban William Housego "A.W." "Bill" Phillips, MBE, född 18 november 1914 i Te Rehunga, Nya Zeeland, död 4 mars 1975 i Auckland, Nya Zeeland, var en inflytelserik nyzeeländsk nationalekonom som verkade som professor vid London School of Economics (LSE). Han grundade Phillipskurvan 1958. Han konstruerade och byggde också MONIAC, en hydraulisk ekonomidator 1949.

## Biografi
Phillips var son till Harold Housego Phillips, en mjölkbonde, och hans hustru, Edith Webber, lärare och postexpeditör. Han lämnade Nya Zeeland innan han slutade skolan för att arbeta i Australien på en mängd olika sätt, som till exempel krokodiljägare och biografchef. År 1937 begav han sig till Kina, men var tvungen att fly till Ryssland när Japan invaderade landet. Han reste genom Ryssland på transsibiriska järnvägen och tog sig 1938 till Storbritannien, där han studerade elektroteknik. Vid andra världskrigets utbrott gick Phillips med i Royal Air Force och skickades till Singapore. När Singapore föll flydde han på truppskeppet Empire State, som kom under attack innan han säkert tog sig till Java.
När även Java invaderades tillfångatogs Phillips av japanerna och tillbringade tre och ett halvt år internerad i ett krigsfångeläger i dåvarande Nederländska Ostindien (nu Indonesien). Under denna period lärde han sig kinesiska av andra fångar, reparerade och miniatyriserade en hemlig radio och skapade en hemlig vattenpanna för te som han kopplade in på lägrets belysningssystem. År 1946 blev han invald i Order of the British Empire (MBE) för sin krigstjänst.
Efter kriget flyttade han till London och började studera sociologi vid London School of Economics, på grund av sin fascination för krigsfångars förmåga att organisera sig. Men han blev uttråkad av sociologi och utvecklade ett intresse för keynesiansk teori, så han bytte kurs till ekonomi och blev inom elva år professor i ekonomi. 

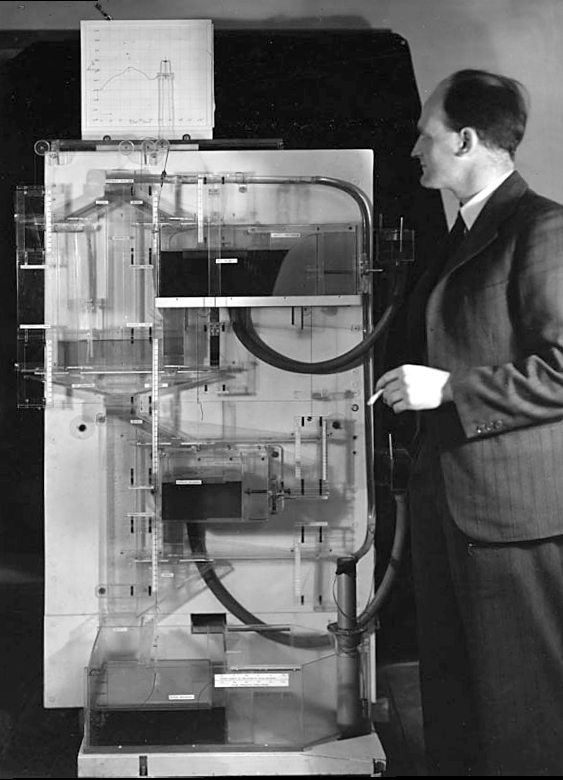
Phillips med MONIAC, en analog dator som med hjälp av hydraulik modellerade Storbritanniens ekonomi.

## Karriär och vetenskapligt arbete
Under sin tid som student vid LSE använde Phillips sin utbildning som ingenjör för att utveckla MONIAC, en analog dator som använde hydraulik för att modellera hur den brittiska ekonomin fungerar, vilket inspirerade till termen hydraulisk makroekonomi. Detta mottogs mycket väl och Phillips erbjöds snart en lärartjänst vid LSE. Han avancerade från biträdande lektor 1951 till professor 1958. 
Hans arbete utgick från brittiska data och observerade att under år då arbetslösheten var hög tenderade lönerna att vara stabila eller möjligen sjunka. Omvänt, när arbetslösheten var låg, steg lönerna snabbt. Denna typ av mönster hade märkts tidigare av Irving Fisher, men 1958 publicerade Phillips sitt eget arbete om förhållandet mellan inflation och arbetslöshet, illustrerat av Phillipskurvan. Strax efter publiceringen av Phillips rapport visade att det fanns en avvägning mellan en stark ekonomi och låg inflation väcktes intresset hos både akademiska ekonomer och beslutsfattare. Paul Samuelson och Robert Solow skrev en inflytelserik artikel som beskriver de möjligheter som Phillipskurvan föreslår under USA:s förhållanden. Vad man tänker på som Phillipskurvan har förändrats avsevärt över tid, men den är fortfarande (2022) ett viktigt inslag i makroekonomisk analys av ekonomiska fluktuationer. Han gav flera andra anmärkningsvärda bidrag till ekonomin, särskilt när det gäller stabiliseringspolitik och hade han levt längre hade hans insatser kanske varit värda ett Nobelpris i ekonomi.
Phillips återvände till Australien 1967 för en tjänst vid Australian National University som gjorde det möjligt för honom att ägna hälften av sin tid åt kinesiska studier. År 1969 kom effekterna av hans krigsskador och rökning ikapp honom. Han fick en stroke, vilket ledde till en tidig pensionering, och återvände till Auckland, där han undervisade vid University of Auckland. Han avled i Auckland i mars 1975.  

## Utmärkelser och hedersbetygelser
- Fellow of the Econometric Society,  1964[3]

[Redigera Wikidata]